# Markal
Das/Der Markal, auch Marcal oder Mercal und Mercois, war ein Getreidemaß im französisch-ostindischen Pondichery, auf der Insel Ceylon und der Koromandelküste. Das Maß war Volumen- und Gewichtsmaß und sehr unterschiedlich in den Werten.

## Volumenmaß
- 1 Marcal = 2,9913 Liter (rund 3 Liter)[2]
- 1 Marcal = 8 Puddies = 64 Ollucks = 619,56 Pariser Kubikzoll = 12,29 Liter
- Madras: 400 Marcals = 80 Parahs = 1 Garce = 4916 Liter
- 12 Markals = 1 Gallon = 1809,557 Pariser Kubikzoll = 35,895 Liter
- 16 Markals = 1 Doba (Maß für Öl und Butter) = 47,856 Liter
- 24 Markals = 1 Canam (Maß für Ölsämereien) = 71,79 Liter

## Gewichtsmaß
- Pondichery: 600 Marcals = 1 Garce ≈ 12 Pfund (franz.) Weizen[1]